# 武文勇

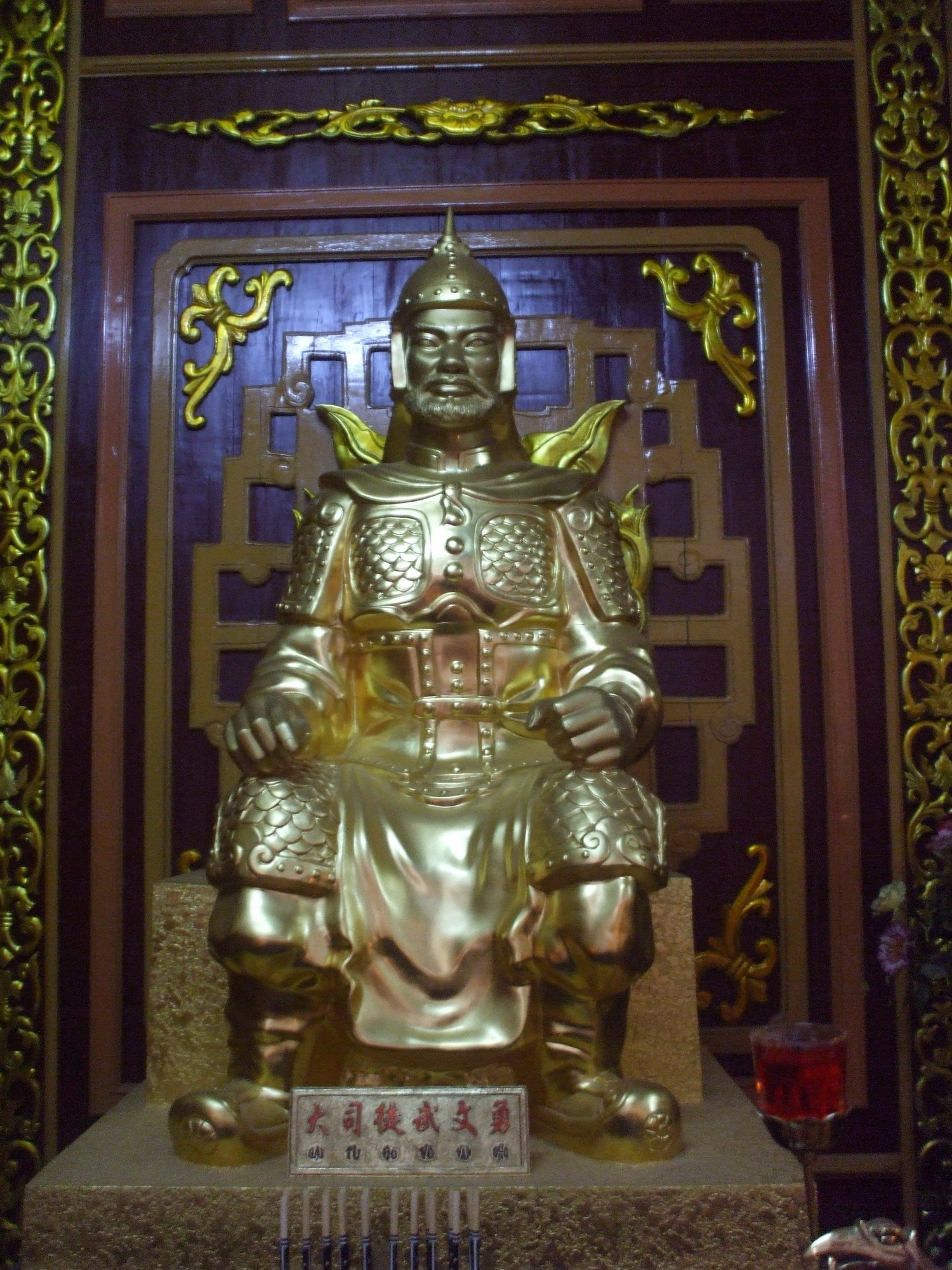
武文勇

武文勇（越南语：／；？—1802年）越南西山朝將領。他同陳光耀、武廷秀、阮文雪、黎文興、李文寶、阮文祿，並稱「西山七虎將」。
武文勇是海陽人，原為效命於鄭主，是鎮守富春（今順化）一帶將領范吳俅的部將。1786年西山軍進攻富春的時候，武文勇投奔西山軍，歸屬於武文任麾下，並隨武文任攻取乂安。
阮惠率西山軍撤退時，留武文任守昇龍（今河內），武文勇則負責守海陽。1788年，阮惠殺死武文任之後，任命武文勇為海陽鎮守。1789年清越戰爭期間，武文勇負責後軍糧草等押送。
西山軍戰勝清軍之後，武文勇隨阮惠的替身范公治出使清朝，同清朝達成和解。武文勇在北河期間收編了各路北河農民起義軍為屬下，成為北河地區的一大勢力。
1792年，阮惠逝世，阮光纘繼位。阮光纘年僅十歲，以裴得宣、陳光耀、武文勇等輔政。裴得宣是阮光纘的舅舅，官拜太師。陳光耀和武文勇帶兵在外，因此裴得宣獨攬大權。為了削除武文勇的兵權，裴得宣於1795年召武文勇回富春，以吳文楚代之。武文勇回富春，途經黃江驛時，遇到了被貶謫的中書令陳文紀。在陳文紀的慫恿下，武文勇同范公興、阮文訓一起發動兵變，逮捕了裴得宣父子；同時矯詔北河節制阮光垂，令其押解吳文楚進京。隨後以謀反罪，溺殺裴得宣、吳文楚等於香江。正在圍攻延慶城的陳光耀得知此事，率軍回富春，與武文勇對抗。在阮光纘的調解下，武文勇與陳光耀講和。此後武文勇被任命為大司徒，與少傅陳光耀、少保阮文訓、大司馬阮文名為四柱大臣，輔佐朝政。但陳光耀的兵權隨即被奪，武文勇獨攬兵權。
1799年，阮福映包圍歸仁。武文勇和陳光耀率軍支援，為阮軍大敗，歸仁失守。阮光纘知西山軍兵敗，親自來到茶曲（今廣義）督戰。但因逆風而班師回朝，陳光耀和武文勇守廣南。此後西山軍圍攻平定城失敗，因陳光耀替武文勇隱瞞罪責，武文勇遂同陳光耀成為生死之交。1800年，武文勇與陳光耀一起進攻歸仁，但得知富春被攻陷之後率軍回援，在廣南遭到黎文悅部的截擊，因此奮力攻陷了歸仁。在得知阮光纘逃往昇龍之後，放棄了歸仁，北上準備與阮光纘會合。途中，陳光耀在清彰縣被擒，武文勇則在農貢縣被擒。不久西山朝滅亡，二人同阮光纘被押解到順化。阮光纘被淩遲處死，武文勇與陳光耀則遭到斬首。